# Бархатная (станция)
Ба́рхатная — припортовая железнодорожная станция с пассажирским сообщением на линии Угловая — Мыс Астафьева Владивостокского отделения ДВЖД. Относится к узловой станции Находка Партизанской дистанции пути.
До 1951 года станция носила название «Каменка». Вокзал с залом ожидания на станции Бархатной был открыт 15 июня 1951 года, позднее закрытый для пассажиров. Генеральным планом Находки местоположение пассажирского вокзала города обозначено на станциях Бархатная и Находка. 2000-е годы отмечены систематическими сбоями в работе железнодорожной станции и Торгового порта и судебными конфликтами между портом и железной дорогой.
Осуществляет приём, расформирование, формирование и отправление грузовых поездов по обслуживанию Торгового порта. Парк станции объединяет 9 приёмо-отправочных и сортировочных путей полезной длиной 513—709 метров. В 0,8 км южнее от основного парка станции расположен районный парк Предпортовая, состоящий из 6 путей.
На станции останавливаются электрички, следующие на Владивосток, Партизанск и Мыс Астафьева утром, днём и вечером. Пригородная электричка «Приморочка» и скорый поезд «Хабаровск—Тихоокеанская» проходят мимо станции без остановки. Посадочная платформа на станции низкая, имеется также неэксплуатируемая высокая платформа. В 0,5 км от станции расположен городской автовокзал.